# Panopoda rufimargo
Panopoda rufimargo är en fjärilsart som beskrevs av Jacob Hübner 1813. Panopoda rufimargo ingår i släktet Panopoda och familjen nattflyn. Inga underarter finns listade i Catalogue of Life.